# Lepidium paniculatum
Lepidium paniculatum är en korsblommig växtart som först beskrevs av Eduard August von Regel och Johannes Theodor Schmalhausen, och fick sitt nu gällande namn av Al-shehbaz. Lepidium paniculatum ingår i släktet krassingar, och familjen korsblommiga växter. Inga underarter finns listade i Catalogue of Life.